# Cayley-Menger-Determinante
In der Mathematik ist die Cayley-Menger-Determinante vor allem bei der Volumenberechnung von Bedeutung. 
Sie wurde 1841 von Cayley angegeben und berechnet das Volumen von Dreiecken, Tetraedern und höherdimensionalen Simplizes. 

## Definition
Sei {\displaystyle S} ein Simplex mit Ecken {\displaystyle v_{1},\ldots ,v_{n+1}} im {\displaystyle n}-dimensionalen Raum {\displaystyle \mathbb {R} ^{n}}. 
Sei {\displaystyle B} die symmetrische {\displaystyle (n+2)\times (n+2)}-Matrix, deren erste Zeile bzw. Spalte {\displaystyle (0,1,\ldots ,1)} sind
und deren Einträge für {\displaystyle 2\leq i,j\leq n+2}
{\displaystyle b_{ij}=\|v_{i-1}-v_{j-1}\|^{2}}
sind. Dann ist die Cayley-Menger-Determinante des Simplexes definiert als Determinante von {\displaystyle B}.

## Volumenberechnung von Simplizes

### Allgemeine Formel
Das Volumen des Simplexes {\displaystyle S} berechnet sich mittels der Cayley-Menger-Determinante durch
{\displaystyle (\operatorname {Vol} (S))^{2}={\frac {(-1)^{n+1}}{2^{n}(n!)^{2}}}\det(B).}

### Beispiele

#### Fläche eines Dreiecks

Allgemeines Dreieck

Die Fläche eines Dreiecks mit Seitenlängen {\displaystyle a,b,c} berechnet sich als Quadratwurzel aus
{\displaystyle -{\frac {1}{16}}\det \left({\begin{array}{cccc}0&1&1&1\\1&0&c^{2}&b^{2}\\1&c^{2}&0&a^{2}\\1&b^{2}&a^{2}&0\end{array}}\right).}
Das ist eine Umformulierung des Satzes von Heron. 

#### Volumen eines Tetraeders

Allgemeiner Tetraeder

Das Volumen eines Tetraeders mit Kantenlängen {\displaystyle d_{ij},1\leq i,j\leq 4} berechnet sich als Quadratwurzel aus
{\displaystyle {\frac {1}{288}}\det \left({\begin{array}{ccccc}0&1&1&1&1\\1&0&d_{12}^{2}&d_{13}^{2}&d_{14}^{2}\\1&d_{21}^{2}&0&d_{23}^{2}&d_{24}^{2}\\1&d_{31}^{2}&d_{32}^{2}&0&d_{34}^{2}\\1&d_{41}^{2}&d_{42}^{2}&d_{43}^{2}&0\end{array}}\right).}
Insbesondere gilt {\displaystyle \det(B)=0} wenn die vier Punkte in einer Ebene liegen. 
Eine im Wesentlichen äquivalente Formel war schon im 15. Jahrhundert von Piero della Francesca angegeben worden. Im englischen Sprachraum wird sie häufig als  Tartaglia's Formel bezeichnet.

## Charakterisierung euklidischer Räume
Karl Menger verwandte die Cayley-Menger-Determinante, um eine rein metrische Charakterisierung euklidischer Räume unter den metrischen Räumen zu geben. Marcel Berger gab später eine allgemeinere Charakterisierung Riemannscher Mannigfaltigkeiten konstanter Schnittkrümmung mittels der Cayley-Menger-Determinante.
Verschiedene Resultate der Abstandsgeometrie lassen sich mit Hilfe der Cayley-Menger-Determinante beweisen, zum Beispiel der Satz von Stewart.

## Symmetrien
Die Gruppe der linearen Abbildungen des {\displaystyle \mathbb {R} ^{6}}, welche die Cayley-Menger-Determinante eines Tetraeders (als Funktion der 6 Kantenlängen) invariant lassen, hat Ordnung 23040 und ist isomorph zur Weyl-Gruppe {\displaystyle D_{6}}.
Diese Symmetrien erhalten auch die Dehn-Invariante und bilden somit jedes Tetraeder in ein zerlegungsgleiches Tetraeder ab.